# Gojoseon
Gojoseon, originalment anomenat Joseon (조선 ()), és el nom paraigua de diversos estats antics de la península de Corea. L'addició de Go (고,古), que significa "antic", s'utilitza per distingir-lo de la Dinastia Joseon, molt posterior (1392–1897).
Segons els records dels tres regnes, Gojoseon va ser establert el 2333 aC per Dangun, que es deia que era descendent d'un príncep celestial i d'una dona-os. Tot i que Dangun és una figura mitològica de la qual no s'han trobat proves concretes, el relat ha tingut un paper important en el desenvolupament de la identitat coreana. Avui, la data fundacional de Gojoseon se celebra oficialment com el Dia de la Fundació Nacional a Corea del Nord i Corea del Sud.
Algunes de les mateixes fonts relaten que al segle XII aC el noble i savi d'Ètnia han Jizi (també conegut com a Gija), un home pertanyent a la família reial de la dinastia Shang de la Xina, va emigrar a la península de Corea i va fundar Gija Joseon. Hi ha moltes interpretacions de Gojoseon i Gija Joseon.
El 194 aC, Gojoseon o Gija Joseon va ser enderrocat per Wi Man (també conegut com a Wei Man), un refugiat xinès de l'estat vassall Han de Yan. Wi Man va fundar llavors Wiman Joseon.
El 108 aC, la dinastia Han xinesa dirigida per l'Emperador Wu de Han va envair i va conquerir Wiman Joseon. Els Han van establir quatre comandàncies per administrar l'antic territori de Gojoseon. Després de la fragmentació de l'Imperi Han durant el segle III i l'caòtic posterior segle IV, la zona va caure sota el control xinès i va ser conquerida per Koguryö el 313 dC.
Gojoseon es va esmentar per primera vegada als registres xinesos antics a principis del segle VII aC. Durant la seva primera fase, la capital de Gojoseon es trobava a l'actual Liaoning; cap al 400 aC es va traslladar a Pyongyang i, al sud de la península de Corea, l'estat Jin va sorgir al segle iii aC.

## Mites fundacionals
Hi ha tres mites fonamentals principals sobre Gojoseon, que giren al voltant de Dangun, Gija o Wi Man.

### Mite de Dangun

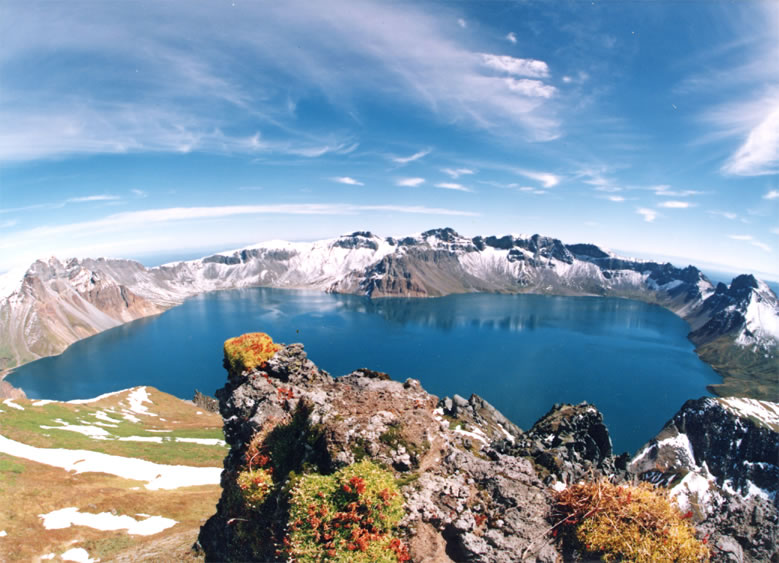
Llac del Cel de la muntanya Baekdu, on es diu que el pare de Dangun va baixar del cel

Els mites que giren al voltant de Dangun es van registrar en l'obra coreana posterior Samguk Yusa del segle xiii. Aquesta obra afirma que Dangun, el descendent d'un príncep celestial i d'una dona-ós, va fundar Gojoseon el 2333 aC, només va ser succeït per Gija (Qizi) després que el rei Wu de Zhou l'hagués posat al tron el 1122 aC. Un relat similar es troba a Jewang Ungi. Segons la llegenda, el Senyor del Cel, Hwanin, va tenir un fill, Hwanung, que va baixar al Mont Paektu i va fundar la ciutat de Shinsi. Després, un os i un tigre van venir a Hwanung i van dir que volien convertir-se en persones. Hwanung els va dir que si, si anaven a una cova i van viure allà durant cent dies, menjant només artemisa i all, ell convertiria en éssers humans. No obstant això, aproximadament a la meitat dels cent dies, el tigre es va rendir i va sortir corrents de la cova. D'altra banda, l'os va contenir-se amb èxit i es va convertir en una bella dona anomenada Ungnyeo (웅녀, 熊 女). Més tard, Hwanung es va casar amb Ungnyeo i va donar a llum a Dangun.
Si bé es considera que la història de Dangun és un mite, es creu que és una síntesi mítica d'una sèrie d'esdeveniments històrics relacionats amb la fundació de Gojoseon. Hi ha diverses teories sobre l'origen d'aquest mite. Seo i Kang (2002) creuen que el mite de Dangun es basa en la integració de dues tribus diferents, una tribu invasora de l'edat del bronze que venera el cel i una tribu neolítica veneradora dels ossos, que va conduir a la fundació de Gojoseon. Lee KB (1984) creu que "Dangun-wanggeom" era un títol portat pels successius líders de Gojoseon.
Es diu que Dangun va fundar Gojoseon cap al 2333 aC, basant-se en les descripcions de Samguk Yusa, Jewang Ungi, Dongguk Tonggam i els Annals de la dinastia Joseon. La data difereix entre les fonts històriques, tot i que totes elles van ser durant el mític regnat de l'emperador Yao (dates tradicionals: 2357 aC? - 2256 aC?). Samgungnyusa diu que Dangun va pujar al tron en el cinquantè any del llegendari regnat de Yao, Annals of the King Sejong, el primer any i Dongguk Tonggam el 25è any.

### Mite de Gija
Gija, un home del període de la dinastia Shang, suposadament va fugir a la península de Corea el 1122 aC durant la caiguda dels Shang i l'ascens de la dinastia Zhou i va fundar Gija Joseon. En el passat, el registre xinès més antic que es conservava, Registres dels Tres Regnes, va reconèixer Gija Joseon. La història de Gija es va desenvolupar en textos coreans posteriors com Samguk Yusa i Jewang ungi. A mitjan dinastia Goryeo, s'havia desenvolupat un culte estatal al voltant de Gija. El Dongsa Gangmok de 1778 descrivia les activitats i contribucions de Gija a Gojoseon. Els registres de Gija fan referència a vuit prohibicions (coreà hangul=범금팔조, hanja=犯禁八條), que consten al Llibre de Han i evidencien una societat jeràrquica i una protecció legal de la propietat privada.
A la Corea premoderna, Gija representava la presència autenticadora de la civilització xinesa i, fins al segle XII, els coreans creien que Dangun atorgava a Corea el seu poble i la seva cultura bàsica, mentre que Gija donava a Corea la seva alta cultura i, presumiblement, es mantenia com a legítima civilització.
Molts experts moderns han negat l'existència de Gija Joseon per diversos motius, principalment a causa de proves contradictòries i evidències històriques anacròniques. Assenyalen els Annals de Bambú i els Analectes de Confuci, que van ser dels primers treballs a esmentar Gija, però no esmenten la seva migració a Gojoseon.

### Wi Man
Wi Man va ser un oficial militar dels Yan del nord-est de la Xina, que va fugir a la península nord-coreana el 195 aC de la invasió de la dinastia Han. Va fundar un principat amb Wanggeom-seong com a capital, que es creu que es troba a la regió de l'actual Pyongyang. El text xinès Weilüe, dels Registres dels Tres Regnes va registrar que Wiman usurpava el rei Jun i, per tant, prenia el domini de Gojoseon.

### Perspectives acadèmiques
La història de Gojoseon es pot dividir en tres fases, Dangun, Gija i Wiman Joseon.
1. Kang i Macmillan (1980), Sohn et al. (1970), Kim JB (1980), Han WK (1970), Yun NH (1985), Lee KB (1984), Lee JB (1987) van veure el mite de Dangun com un producte autòcton dels protocoreans, tot i que no ho és sempre associat amb Gojoseon. Kim JB (1987) va rebutjar l'associació del mite Dangun amb Gojoseon i el va fer retrocedir fins al Neolític. Sohn et al. (1970) van suggerir que el mite de Dangun s'associa als Dongyi, a qui consideraven els avantpassats dels coreans. Kim C. (1948) va suggerir que el mite de Dangun tenia un origen xinès, traçant-lo fins com una tomba de la dinastia Han a la península de Shandong.
2. Gardiner (1969), Henderson (1959), McCune (1962) van considerar que el mite de Gija era una fusió posterior. Sohn et al. (1970) va rebutjar la història de Gija com una fabricació xinesa. D'altra banda, Hatada (1969), per donar a Gojoseon una identitat xinesa, va atribuir-se exclusivament al mite de Gija i el va traslladar al segle iii aC. Shim Jae-Hoon (2002) va acceptar la migració cap a l'est de Gija, però va negar la relació entre Gija i Joseon, suggerint que l'existència de Gojoseon no es podria estendre fins al segon mil·lenni aC.[19]
3. Kim CW (1966), Han WK (1970), Choi ML (1983, 1984, 1985, 1992), Han WK (1984), Kim JB (1987), Lee KB (1984) van acceptar Wiman com a figura històrica. Gardiner (1969) va qüestionar l'autenticitat del mite de Wiman, tot i que va mencionar que hi havia interacció entre Gojoseon i la dinastia Han i malestar social a la zona durant aquest període.[25]

## Formació de l'Estat
Gojoseon es troba per primera vegada en registres històrics contemporanis de Guanzi de principis del segle vii aC, situat al voltant de la badia de Bohai i comercialitzant amb Qi (齊) de la Xina. El Zhanguoce, Clàssic de les muntanyes i els mars i Registres del Gran Historiador —que conté alguns dels seus primers registres— fa referència a Joseon com a regió, fins que el text Shiji va començar a referir-lo com a país a partir del 195 aC en endavant.
Al segle iv aC, altres estats amb estructures polítiques definides van desenvolupar a les àrees de l'antiga edat del bronze "estats de ciutats emmurallades"; Gojoseon n'era el més avançat a la regió peninsular. La ciutat-estat es va expandir incorporant altres ciutats-estat veïnes per aliança o conquesta militar. Així, es va formar una vasta confederació d'entitats polítiques entre els rius Taedong i Liao. A mesura que Gojoseon va evolucionar, el títol i la funció del líder, que va arribar a ser designat com a "rei" (Han), va evolucionar en la tradició de la dinastia Zhou, al mateix temps que el líder Yan (燕). Els registres d’aquella època mencionen l’hostilitat entre l'estat feudal del nord de la Xina i el regne "confederat" de Gojoseon, i en particular, un pla per atacar els Yan més enllà de la frontera del riu Liao. L'enfrontament va provocar la decadència i eventual caiguda de Gojoseon, descrita en els registres de Yan com a "arrogant" i "cruel". Però l'antic regne també apareix com una pròspera civilització de l'edat del bronze, amb una complexa estructura social, que inclou una classe de guerrars a cavall que van contribuir al desenvolupament de Gojoseon, particularment a l'expansió cap al nord a la major part de la conca de Liaodong.
El 323 aC Yan va intentar fallidament envair Gojoseon. Yan es va veure debilitat per la guerra civil des del 316 aC afectant l'equilibri de poder entre Gojoseon i Yan, augmentant la tensió entre els dos estats fins que el general Qin Kai va derrotar els Donghu i va conquerir la península de Liaodong a Gojoseon, però això indica que Gojoseon ja era un estat prou gran per a poder fer la guerra contra Yan i sobreviure a la pèrdua de 800 km² de territori. Es creu que Gojoseon va traslladar la seva capital a la regió de Pyongyang en aquella època.

### Wiman Joseon i caiguda

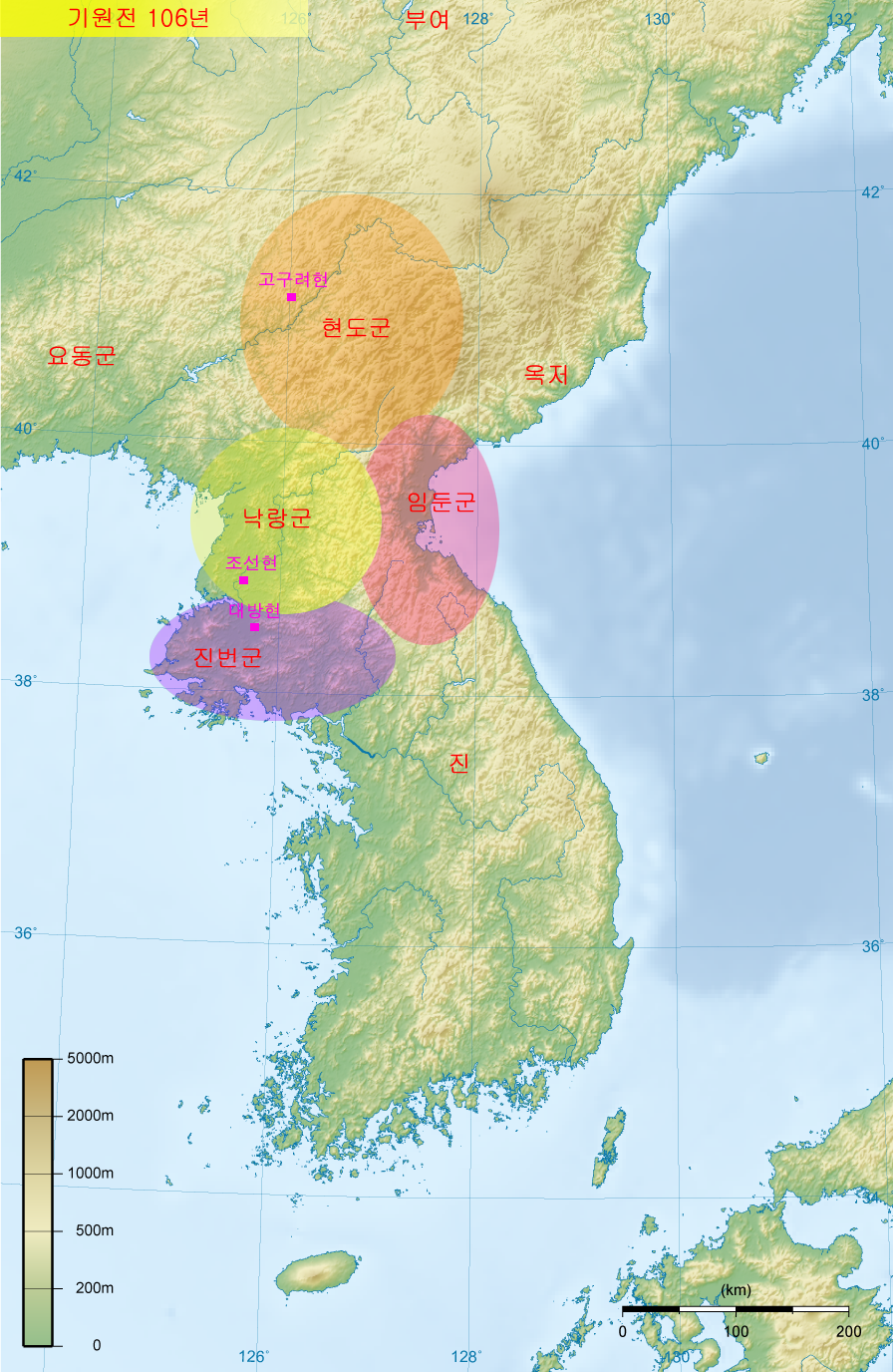
La Dinastia Han destrueix Wiman Joseon, establint quatre comandants de Han al nord de la península de Corea.

El 195 aC, el rei Jun va nomenar un refugiat de Yan, Wi Man, per protegir la frontera. Wi Man més tard es va rebel·lar el 194 aC i va usurpar el tron de Gojoseon. El rei Jun va fugir a Jin, al sud de la península de Corea.
El 109 aC, l'emperador Wu de Han ho va envair prop del riu Liao. El conflicte esclataria el mateix any, quan el net de Wiman, el rei Ugeo (우거왕, hanja) es va negar a deixar que els ambaixadors de Jin travessessin el seu territori per arribar a la dinastia Han. Quan l'emperador Wu va enviar un ambaixador (涉 何) a Wanggeom-seong per negociar el dret de pas amb el rei Ugeo, el rei Ugeo es va negar i el va fer escoltar al territori de Han, però quan van arribar a prop de les fronteres de Han, va assassinar el general i va afirmar a l'emperador Wu que havia derrotat a Joseon en la batalla, i l'emperador Wu, que desconeixia el seu engany, el va convertir en el comandant militar de Liaodong. El rei Ugeo, ofès, va atacar Liaodong i el va matar.
Com a resposta, l'emperador Wu va encarregar un atac de dos vessants, un per terra i un per mar, contra Gojoseon. Les dues forces que van atacar Gojoseon no van poder coordinar-se bé i finalment van patir grans pèrdues. Finalment, es van fusionar i Wanggeom va caure el 108 aC. Han es va apoderar de les terres de Gojoseon i va establir quatre Comandancies de Han a la part occidental de l'antiga zona de Gojoseon.
Gojoseon es va desintegrar al segle I aC perquè va anar perdent el control dels seus antics feus. Quan Gojoseon va perdre el control de la seva confederació, molts estats successors van sorgir del seu antic territori, com Buyeo, Okjeo, Dongye. Koguryö i Paekche van evolucionar a partir de Buyeo.

## Cultura
Cap al 2000 aC es troba una nova cultura de ceràmica de disseny pintat i cisellat. Aquestes persones practicaven l'agricultura en una vida comunitària assentada, probablement organitzada en clans familiars. A tota la península es troben cabanes rectangulars i llocs d'enterrament de dolmen cada vegada més grans. S'han excavat dagues i miralls de bronze i hi ha proves arqueològiques de petits estats de ciutats emmurallades en aquest període. Els dòlmens i dagues de bronze que es troben a la zona són únicament coreans i no es poden trobar a la Xina. Alguns dòlmens es troben a la Xina, principalment a la província de Shandong.

### Ceràmica Mumun
En el Període de la ceràmica Mumun (1500 aC - 300 aC), la ceràmica gruixuda simple va substituir les mercaderies anteriors de patrons, possiblement a conseqüència de la influència de noves poblacions que van migrar a Corea des de Manxúria i Sibèria. Aquest tipus de ceràmica sol tenir parets més gruixudes i mostrar una varietat més àmplia de formes, cosa que indica millores en la tecnologia del forn. Aquest període de vegades es denomina "Edat del Bronze de Corea", però els artefactes de bronze són relativament rars i regionalitzats fins al segle VII aC.

### Cultiu de l'arròs
Entre el 1200 aC i el 900 aC, el cultiu de l'arròs es va estendre a Corea des de la Xina i Manxúria. La gent també cultivava grans autòctons com el mill i l'ordi i tenia bestiar domesticat.

### Eines de bronze
Es diu que el començament de l'Edat del bronze a la península sol ser el 1000 aC, però les estimacions van dels segles XIII al VIII. Tot i que la cultura coreana de l'edat del bronze deriva de la Cultura de la daga de bronze i de Manxuria, presenta una tipologia i estils únics, especialment en objectes rituals.
Cap al segle vii aC, va créixer a la península una cultura material de l'edat del bronze amb influències de Manxúria, Mongòlia oriental, així com de Sibèria i estils de bronze escític. Els bronzes coreans contenen un percentatge de zinc superior al dels cultius de bronze veïns. Els artefactes de bronze, que es troben amb més freqüència als llocs d'enterrament, consisteixen principalment en espases, llances, dagues, campanes petites i miralls decorats amb dibuixos geomètrics.
Cap al segle vii aC, va créixer a la península una cultura material de l'edat del bronze amb influències de Manxúria, Mongòlia oriental, així com de Sibèria i estils de bronze escític. Els bronzes coreans contenen un percentatge de zinc superior al dels cultius de bronze veïns. Els artefactes de bronze, que es troben amb més freqüència als llocs d'enterrament, consisteixen principalment en espases, llances, dagues, campanes petites i miralls decorats amb dibuixos geomètrics.
El desenvolupament de Gojoseon sembla lligat a l'adopció de la tecnologia del bronze. La seva singularitat troba la seva expressió més notable en el tipus idiosincràtic d'espases de bronze, o “dagues en forma de mandolina” (비파형 동검, 琵琶 形 銅 劍). La daga en forma de mandolina es troba a les regions de Liaoning, Hebei i Manxúria fins a la península de Corea. Suggereix l'existència de dominis de Gojoseon. Sorprenentment, la forma del punyal de "mandolina" de Gojoseon difereix significativament dels artefactes de l'espasa que es troben a la Xina.

### Tombes del dolmen
Els dòlmens megalítics apareixen a la península de Corea i a Manxúria cap al 2000 aC fins al 400 aC. Cap al 900 aC, les pràctiques funeràries es fan més elaborades, un reflex de l'augment de l'estratificació social. Goindol, les tombes del dolmen a Corea i Manxúria, formades per pedres verticals que suporten una llosa horitzontal, són més nombroses a Corea que a altres parts de l'Àsia oriental. Altres formes noves d'enterrament són les cistelles de pedra (cambres funeràries subterrànies revestides de pedra) i els taüts de pot de terrissa. Els objectes de bronze, ceràmica i ornaments de jade recuperats de dòlmens i cistelles de pedra indiquen que aquestes tombes estaven reservades per a les èplits.
Al voltant del segle vi aC apareixen a les tombes de dolmen, així com als bols i copes domèstics, mercaderies de color vermell brunyit, fetes amb una argila fina rica en ferro i caracteritzades per una superfície llisa i brillant.

### Cultura del ferro
En aquesta època, l'estat de Jin va ocupar la part sud de la península de Corea. Se sap molt poc sobre aquest estat, tret que va ser l'aparent predecessor de les confederacions Samhan.
Cap al 300 aC, la tecnologia del ferro es va introduir a Corea des de l'estat Yan. El ferro es produïa localment a la part sud de la península el segle ii aC. Segons els informes xinesos, el ferro de la part baixa del riu Nakdong es valorava a tota la península i Japó.

### Poesia
Al llibre de gogeumju (古今 注) escrit per Cui Bao (崔 豹) del període Jin occidental, es diu que la poesia anomenada gonghuyin (箜篌 引) o gongmudohaga (公 無 渡河 歌) és d'origen Gojoseon. La poesia és la següent:
無 渡河 "No travessis el riu, amor meu".
竟 渡河 "El meu amor finalment va travessar el riu."
河 而死 "Ara que el meu amor s'ha ofegat"
何 奈 公 何 "No puc fer res".

## Proto – Tres Regnes de Corea
Nombrosos petits estats i confederacions van sorgir de les restes de Gojoseon, incloent Goguryeo, el regne de Buyeo, Okjeo i Dongye. Tres de les comanderies xineses van caure en mans de la resistència local al cap de poques dècades, però l'última, Nakrang, va continuar sent un important punt comercial i cultural fins que va ser destruït per l'expansió de Goguryeo el 313 dC.
Es diu que Jun de Gojoseon va fugir a l'estat de Jin, al sud de la península de Corea. Jin es va convertir en les confederacions de Samhan, els inicis de Paekche i Silla, continuant absorbint la migració del nord. Les confederacions de Samhan eren Mahan, Jinhan i Byeonhan. El rei Jun va governar Mahan, que finalment va ser annexionat per Baekje. Goguryeo, Baekje i Silla es van anar convertint gradualment en els Tres regnes de Corea que van dominar tota la península cap al segle IV.